# 盧邁
盧 邁（ろ まい、739年 - 798年）は、唐代の官僚・政治家。字は子玄。本貫は范陽郡涿県。

## 経歴
芮城県令の盧沼の子として生まれた。若くして兄弟を愛し、つつしみ深く温厚なことで知られた。母方の叔父の崔祐甫に重んじられた。両経に及第し、太子正字・藍田県尉を歴任した。河南県主簿に任じられ、集賢校理をつとめた。その文章と徳行により朝臣に推薦され、右補闕・侍御史・刑部員外郎・吏部員外郎を歴任した。盧邁の叔父や兄弟姉妹がみな長江沿岸におり、蝗害と飢饉に苦しんでいたため、盧邁は江南の高級官僚の地位を求めて、滁州刺史に任じられた。入朝して司門郎中となり、右諫議大夫に転じ、重ねて上表して時政の得失を述べた。給事中となり、官僚の勤務評定にあたることになったが、盧邁は固辞した。尚書右丞に転じた。
将作監の元亘が昭徳皇后廟の祭祀をおこなうよう命じられたが、父母の忌日であることを理由に拒否したため、御史に弾劾された。徳宗は尚書省と礼官・法官を集めて協議させた。盧邁は親の忌日を理由に断るのはよろしくないと上奏した。このため元亘は罪に問われて罰俸を受けた。
貞元9年（793年）5月、盧邁は尚書右丞のまま、同中書門下平章事（宰相）となった。貞元11年（795年）1月、中書侍郎に転じた。ときに国政の大事は陸贄と趙憬により決裁されており、盧邁は身を慎んで中立を守り、従来の制度や法令を遵守するのみであった。盧邁の従弟の盧𨑓が剣南西川判官をつとめて成都で死去し、洛陽に葬られることになったが、途中で長安に立ち寄ると、盧邁は城東でその柩の前に哭したいと請願して、許可された。
貞元12年（796年）9月、盧邁は政事堂で中風の発作を起こし、肩輿にかつがれて家に帰った。上表して辞職を願い出たが、徳宗に許可されなかった。徳宗は宰相を派遣して病を見舞わせた。このため五度上表して、引退を強く請願した。貞元13年（797年）、宰相から退任し、太子賓客に任じられた。貞元14年（798年）、死去した。享年は60。太子太傅の位を追贈された。後嗣となる男子はなく、従弟の子の盧紀が後を嗣いだ。

## 伝記資料
- 『旧唐書』巻136 列伝第86
- 『新唐書』巻150 列伝第75